# 加罗维利亚斯德亚尔科内塔尔
加罗维利亚斯德亚尔科内塔尔，是西班牙埃斯特雷马杜拉卡塞雷斯省的一个市镇。总面积207平方公里，总人口2453人（2001年），人口密度12人/平方公里。